# Сильково
Сильково (рос. Сильково) — присілок в Перемишльському районі Калузької області Російської Федерації.
Населення становить 429 осіб. Входить до складу муніципального утворення Присілок Сильково.

## Історія
Від 2004 року входить до складу муніципального утворення Присілок Сильково

## Населення
| 2002 | 2010 |
| ---- | ---- |
| 285  | ↗429 |